# Tubi fittili

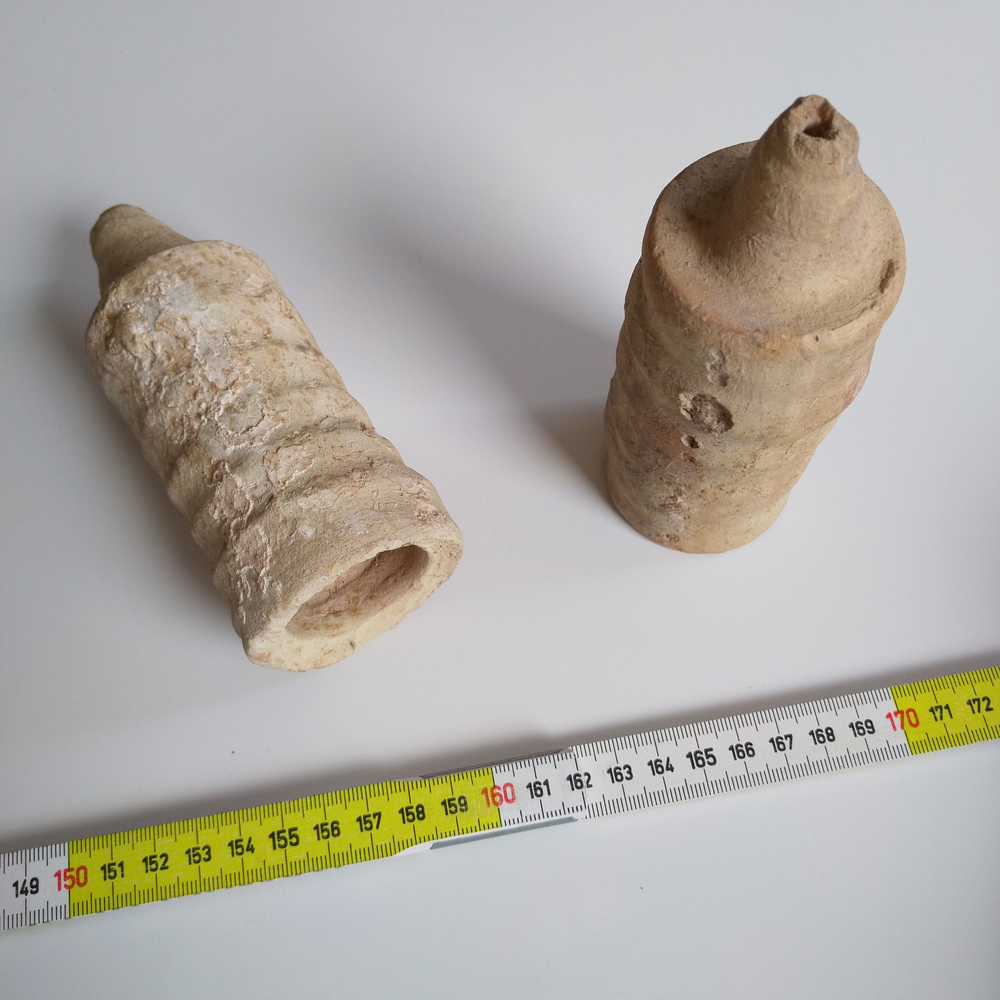
Tubi fittili

La costruzione a tubi fittili è una tecnica edilizia che consiste nell'inserimento nel conglomerato cementizio di elementi cilindrici cavi in terracotta al fine di alleggerire la costruzione. È utilizzata spesso nella costruzione delle cupole e delle volte degli edifici, affinché non siano pesanti da sorreggere. Un esempio è la cupola della Basilica di San Vitale a Ravenna.
Il tubo fittile rappresenta una delle forme più facili da realizzare per un ceramista: si tratta infatti di un semplice cilindro con una gola. Inoltre la forma dei tubi, assimilabile ad una bottiglia senza fondo, permette di infilarli uno dentro l'altro in modo da creare un filare di tubi in grado di seguire il profilo di un cerchio, mentre la forma conica della gola favorisce la libertà di movimento fra i tubi consentendone la disposizione secondo qualsiasi curva di arco o di volta. 
Talvolta potevano venire adoperate allo scopo delle normali anfore usate.